# IC 3980
IC 3980 је спирална галаксија у сазвјежђу Ловачки пси која се налази на листи објеката дубоког неба у Индекс каталогу.
Деклинација објекта је + 39° 9' 4" а ректасцензија 12h 59m 18,6s. Привидна величина (магнитуда) објекта IC 3980 износи 15,5 а фотографска магнитуда 16,3.